# 仮議会 (1660年)
仮議会（かりぎかい、英：Convention Parliament）とは、1660年4月25日から12月29日まで開かれたイングランドの議会。清教徒革命（イングランド内戦）で亡命していたチャールズ2世を迎え入れ王政復古が実現された。国王の召集によらずに開かれたため、この名称がついた。

## 経過
イングランド共和国がランプ議会とニューモデル軍の対立、ジョン・ランバートのクーデターなど度重なる政争で混乱する中、スコットランド駐留軍司令官ジョージ・マンクはイングランドの保守派に働きかけて1659年12月26日にランバートに解散させられたランプ議会を復活させ主導権を握った。翌1660年1月1日にスコットランドから軍を率いて南下したマンクは、2月3日にロンドンへ入りランバートを捕らえて混乱を鎮めた後、ランプ議会に対して自由な議会の開会を要求、2月21日にプライドのパージで議会から追放された長老派議員を復帰させ長期議会を再開、共和国は瓦解へ向かった。3月16日に国王を迎える新たな議会召集のため長期議会は自発的に解散、一連の動きで革命勢力は排除され王政復古を望む声が高まっていった。
一方、オランダに亡命していたチャールズ2世と側近エドワード・ハイドは復帰への準備を整えていった。王党派のジョン・グランヴィル（後の初代バース伯爵）を通じてマンクと接触したハイドは交渉を重ねマンクの国王支持を取り付け、イングランドへ向けて4月4日にブレダ宣言を発した。議会が指名した例外を除いて革命中の国王に対する犯罪行為を追及しない、信仰の自由、革命中に移動した土地の所有権は議会の決定に委ねる、軍隊への給与を速やかに支払うという宣言内容でハイドらは国民全ての和解を図った。
4月25日、総選挙で王党派が多数復帰し開会した仮議会はブレダ宣言を受諾、5月8日にチャールズ2世即位を宣言、革命で廃止された貴族院も復活した。それによりオランダから帰国したチャールズ2世とハイドは5月29日にロンドンへ入り王政復古が成就した。
仮議会は航海条例を改めて制定したほか、ブレダ宣言の趣旨に沿って8月の免責・大赦法成立で前国王チャールズ1世処刑裁判に関わった王殺しを除く反王党派に恩赦を与え、軍隊給与支払いと土地所有権問題も解決し、信仰の自由はイングランド国教会重視の議会の強硬な反対で叶えられなかったが、概ねチャールズ2世とハイドの理想が実現していった。制度改革も行われ、国王の封建的な組織・課税は否定され星室庁・高等宗務官裁判所や議会の同意を得ない後見権・徴発権は廃止されたままにされ、代わりに収入は年120万ポンドとして消費税・関税を国王収入に定め、封建制度を消し去り近代的な財政に移行させた。また王政復古に尽力した人々へ恩賞が与えられ、マンクはアルベマール公爵と軍最高司令官、ハイドは翌1661年にクラレンドン伯爵、マンクと協力したエドワード・モンタギューはサンドウィッチ伯爵に叙爵された。
こうして、和解を通して国民に王政を受け入れさせ、封建制の組織・課税否定で国王と議会の関係も改善、難問の多くを処理した仮議会は12月29日に解散、年が明けた1661年4月23日にチャールズ2世の戴冠式が行われ、5月8日に騎士議会が召集された。しかし宗教寛容は引き続き認めない姿勢を取った議会とチャールズ2世・クラレンドン伯の関係は怪しくなり、チャールズ2世がカトリックにも寛容な姿勢を取ると疑った議会と国王は次第に対立、非国教徒として議会が進めるピューリタン弾圧政策に反対するクラレンドン伯も議会と対立するようになっていった。